# Rhema Otabor
Rhema Otabor (* 3. Dezember 2002 in Nassau) ist eine bahamaische Leichtathletin, die sich auf den Speerwurf spezialisiert hat.

## Sportliche Laufbahn
Erste internationale Erfahrungen sammelte Rhema Otabor bei den CARIFTA-Games 2018 in Nassau, bei denen sie mit einer Weite von 44,21 m die Goldmedaille in der U17-Altersklasse gewann. Im Jahr darauf siegte sie bei den CARIFTA-Games in George Town mit 43,07 m, ehe sie bei den U18-NACAC-Meisterschaften in Santiago de Querétaro mit 47,68 m die Silbermedaille gewann. 2020 zog sie in die Vereinigten Staaten und begann dort ein Studium an der University of Nebraska. 2021 siegte sie mit 55,06 m bei den U20-NACAC-Meisterschaften in San José und belegte anschließend bei den U20-Weltmeisterschaften in Nairobi mit 55,08 m den vierten Platz. Im Jahr darauf siegte sie mit 53,38 m bei den U23-Karibikspielen in Guadeloupe und anschließend gewann sie bei den NACAC-Meisterschaften in Freeport mit 57,91 m die Bronzemedaille hinter den US-Amerikanerinnen Kara Winger und Ariana Ince. 2023 wurde sie NCAA-Collegemeisterin und belegte bei den Zentralamerika- und Karibikspielen in San Salvador mit 56,34 m den vierten Platz. Anschließend siegte sie mit 57,48 m bei den U23-NACAC-Meisterschaften in San José und schied dann bei den Weltmeisterschaften in Budapest mit 53,62 m in der Qualifikationsrunde aus. Im November gewann sie bei den Panamerikanischen Spielen in Santiago de Chile mit 60,54 m die Silbermedaille hinter der Kolumbianerin Flor Ruíz. Im Jahr darauf wurde sie mit neuem Landesrekord von 64,19 m NCAA-Collegemeisterin und schied dann im August bei den Olympischen Sommerspielen in Paris mit 57,67 m in der Vorrunde aus.
In den Jahren von 2022 bis 2024 wurde Otabor bahamaische Meisterin im Speerwurf.